# Salvatore Meluzzi
Salvatore Meluzzi (né le 22 juillet 1813 à Rome, alors chef-lieu du département de Rome, et mort dans la même ville le 17 avril 1897) est un compositeur et organiste italien du XIXe siècle.

## Biographie
Compositeur de musique sacrée, il fut directeur du chœur de la Cappella Giulia et organiste de la Basilique Saint-Pierre au Vatican, pendant la réforme de la musique liturgique voulue par le  mouvement naissant Ceciliano.
Professeur, il enseigna à l'Académie nationale Sainte-Cécile de Rome où il eut pour élèves Alessandro Moreschi, Alessandro Parisotti et Filippo Cesare Briques.
Il composa des pièces pour orgue (Toccatas, fugues), pour formations chorales (Motets, vêpres, Répons) et deux messes (Messa da Requiem et Messa di Gloria).

## Source de traduction
- (it) Cet article est partiellement ou en totalité issu de l’article de Wikipédia en italien intitulé « Salvatore Meluzzi » (voir la liste des auteurs).